# Marquitos
Marcos Alonso Imaz vagy Marquitos (Santander, 1933. április 16. – Santander, 2012. március 6.) válogatott spanyol labdarúgó, hátvéd.

## Pályafutása

### Klubcsapatban
A Racing Santander korosztályos csapatában kezdte, majd 1951 és 1954 között az első csapat tagja volt. 1954 és 1964 között a Real Madrid labdarúgója volt. Tagja volt a sorozatban öt BEK-győzelmet szerző együttesnek. 1962–63-ban a Hércules, 1963–64-ben a Real Murcia, 1964 és 1966 között a CF Calvo Sotelo labdarúgója volt. Az aktív labdarúgást 1970–71-ben a Toluca Santander csapatában fejezte be.

### A válogatottban
1955-ben és 1960-ban szerepelt egy-egy alkalommal a spanyol válogatottban.

## Családja
Fia Marcos Alonso Peña (1959–2023) Európa-bajnoki ezüstérmes labdarúgó. Unokája Marcos Alonso Mendoza (1990) válogatott labdarúgó.

## Sikerei, díjai
Real Madrid
- Spanyol bajnokság
  - bajnok (5): 1954–55, 1956–57, 1957–58, 1960–61, 1961–62
- Spanyol kupa
  - győztes: 1962
- Bajnokcsapatok Európa-kupája (BEK)
  - győztes (5): 1955–56, 1956–57, 1957–58, 1958–59, 1959–60
- Interkontinentális kupa
  - győztes: 1960

## Statisztika

### Mérkőzései a spanyol válogatottban
| Spanyolország | Spanyolország     | Spanyolország                     | Spanyolország | Spanyolország | Spanyolország | Spanyolország | Spanyolország | Spanyolország |
| #             | Dátum             | Helyszín                          | Hazai         | Eredmény      | Vendég        | Kiírás        | Gólok         | Esemény       |
| ------------- | ----------------- | --------------------------------- | ------------- | ------------- | ------------- | ------------- | ------------- | ------------- |
| 1.            | 1955. március 17. | Madrid, Santiago Bernabéu stadion | Spanyolország | 1 – 2         | Franciaország | barátságos    | -             |               |
| 2.            | 1960. október 26. | London, Wembley Stadion           | Anglia        | 4 – 2         | Spanyolország | barátságos    | -             |               |
|               | Összesen          |                                   |               | 2             | mérkőzés      |               | 0             | gól           |